# 太陽光発電安全保安協会
一般社団法人太陽光発電安全保安協会（たいようこうはつでんあんぜんほあんきょうかい、Japan Photovoltaic Maintenance Association、JPMA）は、2014年4月に設立された一般社団法人である。

## 沿革
- 2014年4月 - 設立
- 2016年4月 - 太陽光発電メンテナンス技士を商標取得[1]
- 2017年11月 - 経済産業省資源エネルギー庁太陽光保守点検連絡協議会　参画

## 取り組み
太陽光発電設備のメンテナンスに関する研究、保安基準の策定、情報収集、情報提供、指導並びに教育を推進し、太陽光発電設備の安定した発電状態を保守・点検できる技術者を育成することで、社会の資源および環境の保全寄与を目指している。
技術者の育成の為、講座・セミナーの運営、民間資格の認定を主に行っている他、ビルメンテナンス業界への情報提供、環境・エネルギー業界への啓蒙活動等も実施している。
また、2016年5月から株式会社東京リーガルマインドを指定教育機関として、「太陽光発電メンテナンス技士補」の養成を行っている。

## 民間資格の認定
以下の民間資格を太陽光発電安全保安協会が認定している。
- 太陽光発電メンテナンス技士資格